# Gefallenendenkmal in Broager

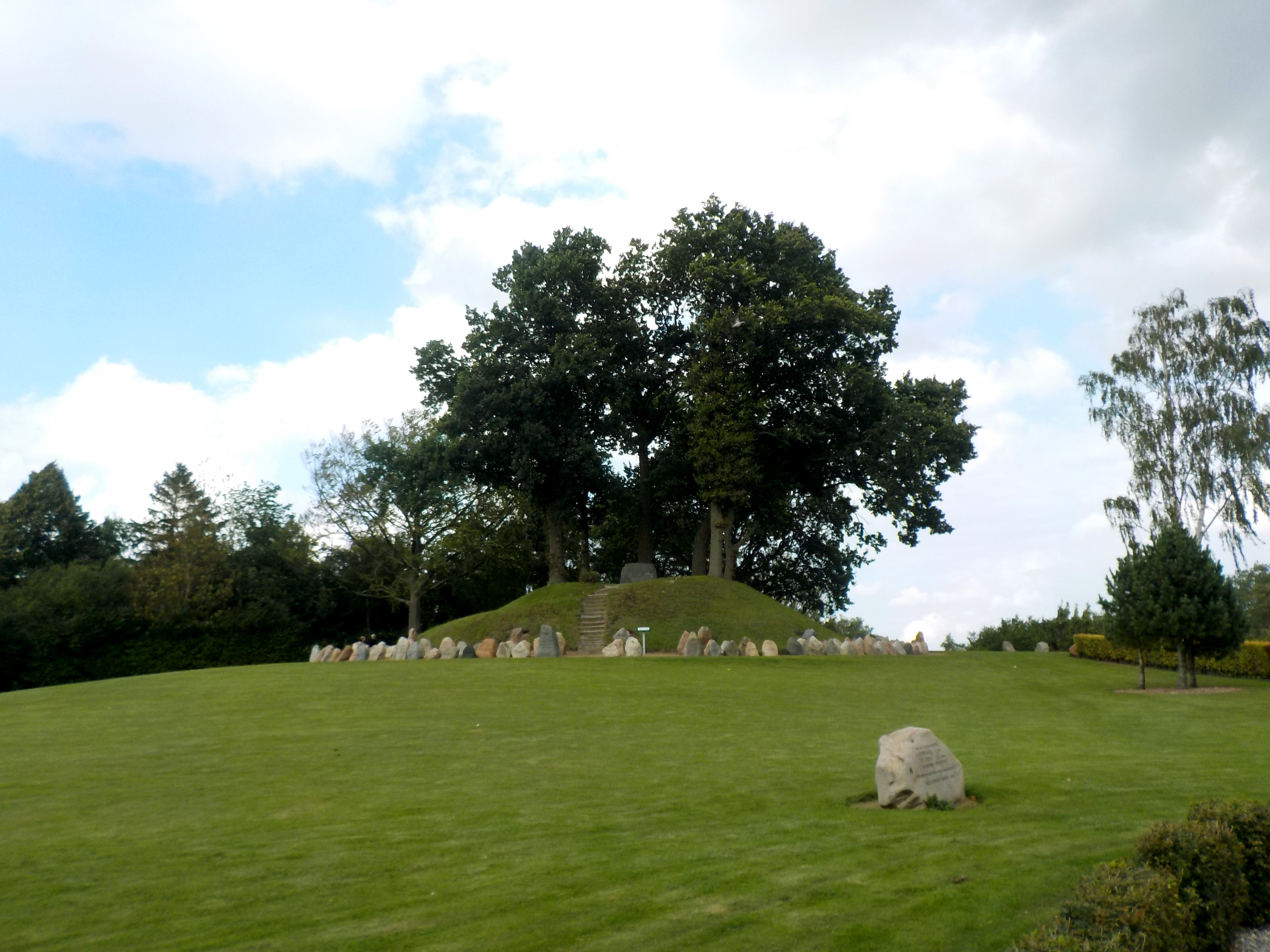
Der Gedenkhügel mit den 164 beschrifteten Findlingen auf dem Kirchfriedhof von Broager

Das Gefallenendenkmal in Broager ist ein künstlich angelegter Hügel auf dem Kirchfriedhof des Ortes Broager im heutigen Dänemark. Die Anfang der 1920er Jahre errichtete Gedenkstätte ist ein Denkmal für 190 Gefallene des Ersten Weltkrieges aus den neun Orten im Broager Land.

## Geschichte und Beschreibung

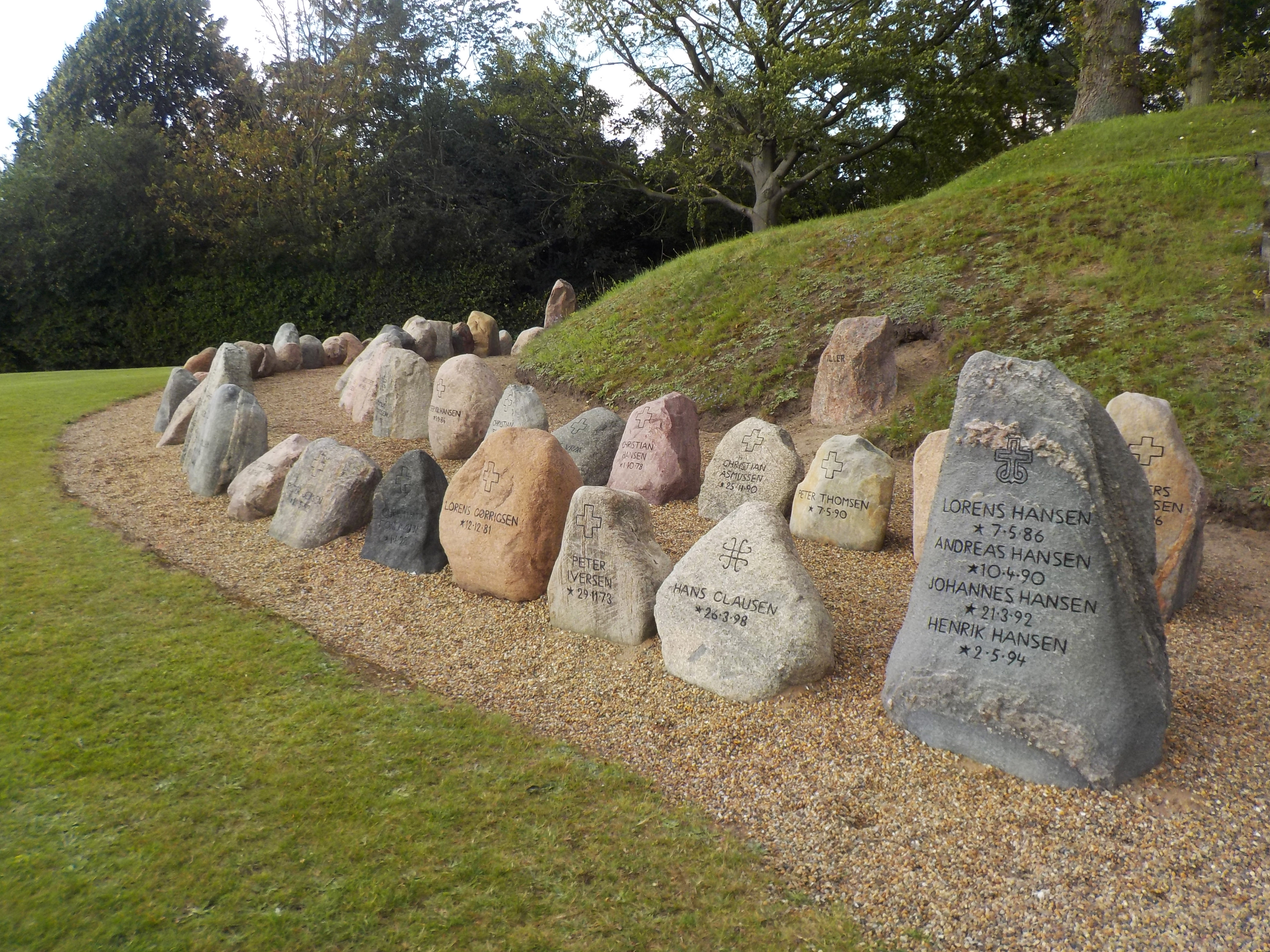
Inschriften in verschiedener Art mit Familien-Namen und Sterbedaten

Anfang des 20. Jahrhunderts war das Broager Land in Nordschleswig (Sønderjylland) noch Teil des Deutschen Kaiserreichs. Zu Beginn des Ersten Weltkrieges wurden die erwachsenen Männer zwischen 18 und 45 Jahren einberufen. 190 von ihnen starben und wurden auf verschiedenen Kriegsstätten begraben.
Nach Ende des Krieges wurden Spenden zum Gedenken an die Gefallenen im Kirchspiel gesammelt, woran sich alle Haushalte beteiligten. Nach einem Entwurf des Künstlers Johan Thomas Skovgaard (1888–1977) wurde zunächst ein 3 m hoher Gedenkhügel auf dem Kirchhof von Broager aufgeschüttet. Zusammen mit dem Jugendverein wurden 164 Findlinge von der Küste des Broager Landes um den Hügel gruppiert und nach dem jeweiligen Heimatort der Gefallenen ausgerichtet. Den Steinen wurden – unter verschieden ausgeführten Kreuzformen – die Namen und Sterbedaten der Gefallenen eingraviert. Zwei Steine zeigen die Namen von vier Brüdern und ein Stein zeigt einen Vater und zwei Söhne, insgesamt sind 188 Namen eingemeißelt.
Auf der Spitze des Gedenkhügels wurden neun Eichen gepflanzt, eine für jede der neun Ortsgemeinden des Broager Landes, doch haben nicht alle Bäume bis heute überlebt. In der Mitte der Hügelkuppe befindet sich ein zentraler Gedenkstein mit der dänischen Inschrift:
Sten satte Broagerland – Sønner til Minde – faldne i Krigen 1914–18
In deutscher Übersetzung: „Steine setzte Broackerland, seinen Söhnen zum Gedächtnis, gefallen im Kriege 1914–18“
Die Gedenkstätte wurde bei einer Gedenkfeier in der Broager Kirke am 19. November 1922 eingeweiht.

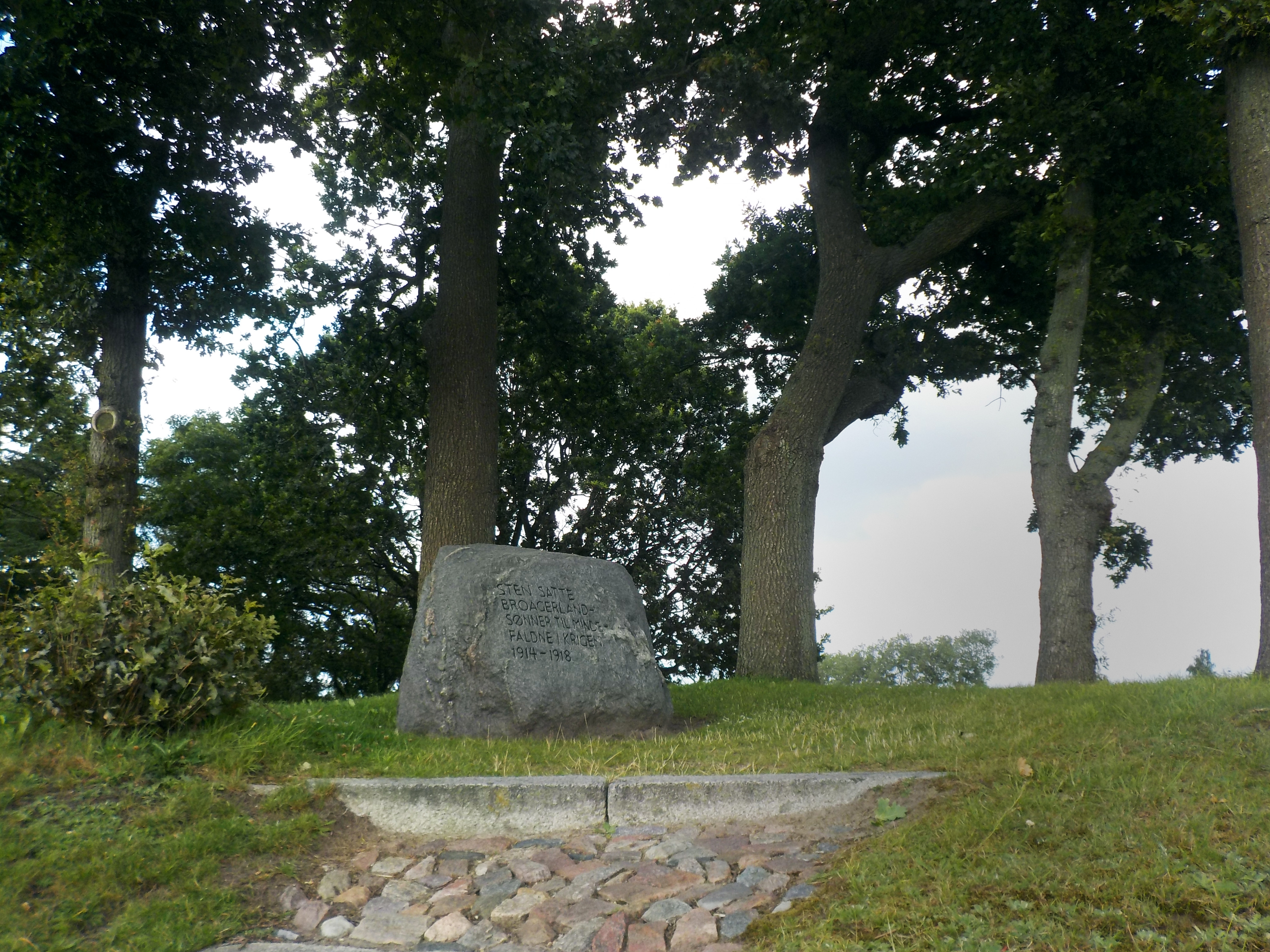
Zentraler Gedenkstein
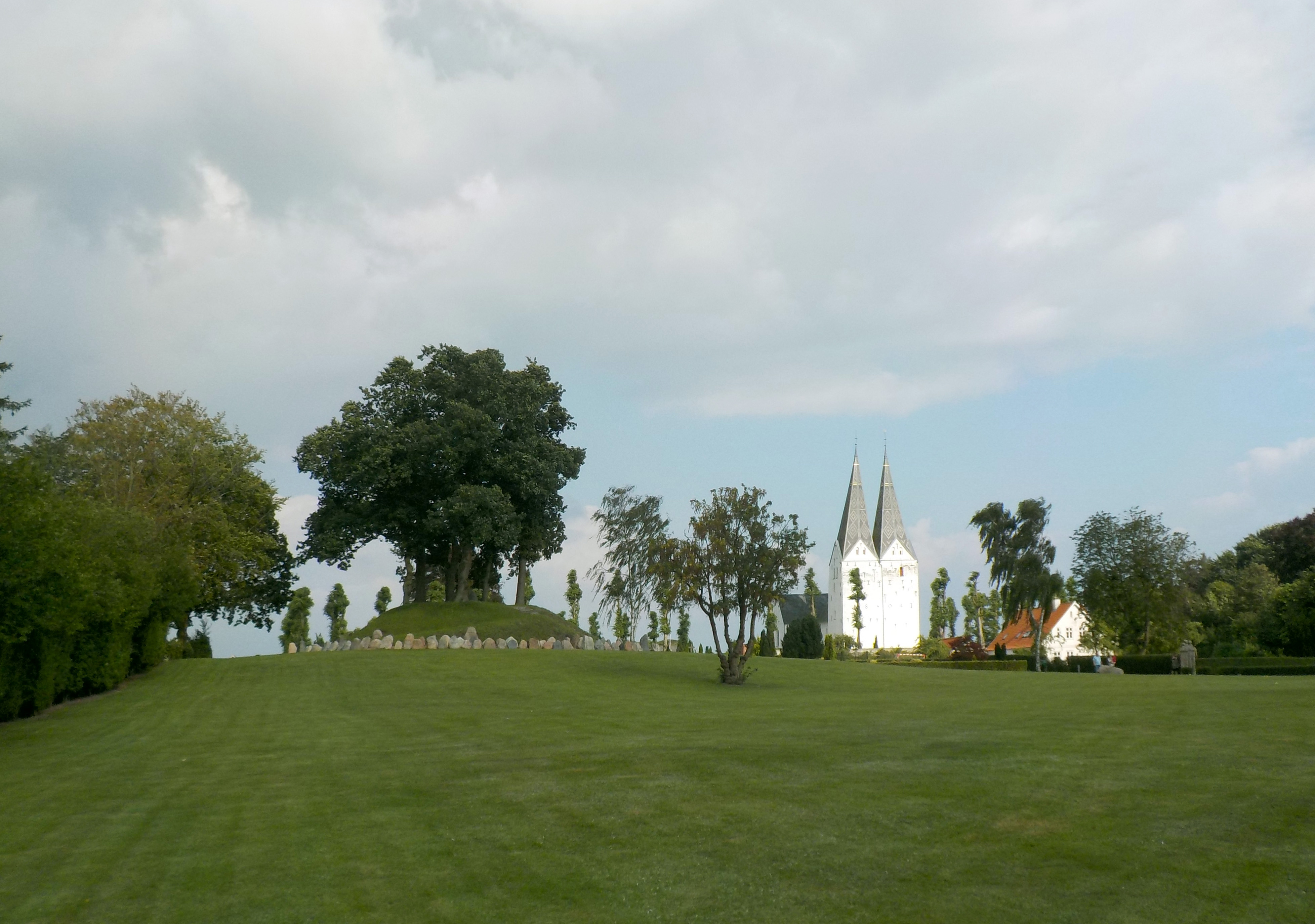
Blick auf den Hügel mit der Kirche im Hintergrund